# Campos Sales
Campos Sales là một đô thị thuộc bang Ceará, Brasil. Đô thị này có diện tích 1082,771 km², dân số năm 2007 là 25090 người, mật độ 23,17 người/km².